# The Messenger – Die letzte Nachricht
The Messenger – Die letzte Nachricht ist ein US-amerikanisches Filmdrama aus dem Jahr 2009 mit Ben Foster, Woody Harrelson, Jena Malone und Samantha Morton in den Hauptrollen. Es ist das Regiedebüt von Oren Moverman, der auch Co-Autor des Drehbuchs ist.
Der Film hatte 2009 seine Premiere auf dem Sundance Film Festival 2009 und war auch im Wettbewerb der Internationalen Filmfestspiele Berlin 2009, wo er den silbernen Bären für das Drehbuch sowie den Friedensfilmpreis gewann. Der Film erreichte zudem den ersten Platz beim Festival des amerikanischen Films und erhielt bei den Independent Spirit Awards vier Nominierungen. Er wurde außerdem mit einem Award sowie einer Nominierung bei den Golden Globe Awards 2009 und zwei Nominierungen bei der Oscarverleihung 2010 bedacht.

## Handlung
Will Montgomery, ein Staff Sergeant der US Army, der aus dem Irakkrieg nach Hause kommt, wird dem Casualty notification Service zugeteilt, das heißt, er muss Angehörigen von Soldaten Verletzungs- oder Todesnachrichten überbringen. Er erhält als Partner Captain Tony Stone. Montgomery entwickelt später bei seiner Arbeit Gefühle für Olivia Pitterson, der er die Nachricht vom Tod ihres Ehemannes überbringt.

## Produktion
The Messenger ist das Regiedebüt des israelischen Drehbuchautors und früheren Journalisten Oren Moverman. Obwohl Sydney Pollack, Roger Michell und Ben Affleck zugeneigt waren, den Film zu drehen, verliefen die Gespräche im Sande, sodass die Produzenten schließlich Moverman fragten, ob er die Regie bei diesem Projekt übernehmen will. Das Filmteam arbeitete eng mit der US Army und dem Walter Reed Medical Center zusammen, um Erfahrungen zum militärischen Leben zu bekommen. Dabei stand ihnen Lieutenant Colonel Paul Sinor als technischer Berater zur Seite.

## Kritik
„Ein Soldat muss die letzten Monate seiner Dienstzeit während des Irak-Kriegs an der ‚Heimatfront‘ ableisten und einen Vorgesetzten bei der Überbringung von Todesnachrichten an Hinterbliebene begleiten. Eine schmerzhaft intensive Auseinandersetzung mit den Kollateralschäden des Krieges sowie das überzeugende Psychogramm zweier Soldaten, die auch jenseits des Krisengebiets nicht zur friedlichen Normalität zurückfinden. Akribisch spürt der hervorragend gespielte Film den seelischen Schäden nach und entwirft in einer die Entfremdung spiegelnden Raumpoetik eindringlich das Bild einer Identitätskrise, in die der ‚Krieg gegen den Terror‘ die USA gestürzt hat.“

## Preise

### Auszeichnungen
| - Internationale Filmfestspiele Berlin - Friedensfilmpreis - Silberner Bär (Bestes Drehbuch): Alessandro Camon und Oren Moverman - Festival des amerikanischen Films - Critics Award: Bester Film - Großer Preis der Jury: Bester Film | - Independent Spirit Awards - Bester Nebendarsteller: Woody Harrelson - National Board of Review - Bester Nebendarsteller: Woody Harrelson - Spotlight Award: Oren Moverman - San Diego Film Critics Society Awards - Beste Nebendarstellerin: Samantha Morton |

### Nominierungen
| - Academy Awards - Bester Nebendarsteller: Woody Harrelson - Bestes Drehbuch: Alessandro Camon und Oren Moverman - Internationale Filmfestspiele Berlin - Golden Bär: Oren Moverman - Broadcast Film Critics Association Awards - Bester Nebendarsteller: Woody Harrelson - Beste Nebendarstellerin: Samantha Morton - Chicago Film Critics Association Awards - Bester Nebendarsteller: Woody Harrelson - Golden Globe Awards - Bester Nebendarsteller: Woody Harrelson - Gotham Awards - Breakthrough Award: Ben Foster | - Independent Spirit Awards - Best First Feature - Beste Nebendarstellerin: Samantha Morton - Bestes Drehbuch: Alessandro Camon und Oren Moverman - Online Film Critics Society Awards - Bester Nebendarsteller: Woody Harrelson - Satellite Awards - Bester Film (Drama) - Bester Nebendarsteller: Woody Harrelson - Saturn Awards - Bester Action/Adventure/Thriller Film - Screen Actors Guild Awards - Bester Nebendarsteller: Woody Harrelson - Washington DC Area Film Critics Association Awards - Bester Nebendarsteller: Woody Harrelson - Beste Nebendarstellerin: Samantha Morton |

## Einnahmen
In den USA wurde The Messenger zunächst nur in vier Kinos gezeigt und spielte am ersten Wochenende knapp 45.000 Dollar ein. Bis Mai 2010 spielte der Film im Inland über eine Million Dollar ein; im Ausland wurde ein Umsatz von mehr als 300.000 Dollar erzielt. Die Produktionskosten des Films lagen bei 6,5 Millionen Dollar.